# Худший брак в Джорджтауне
«Худший брак в Джорджтауне» (англ. Georgetown) — американский криминальный фильм, режиссёрский дебют Кристофа Вальца, премьера которого состоялась в 2019 году. Главные роли в картине сыграли сам Вальц и Ванесса Редгрейв.

## Сюжет
Сценарий фильма основан на статье, опубликованной летом 2012 года в The New York Times. Главный герой — молодой авантюрист Ульрих Мот, который соблазняет 70-летнюю вдову и благодаря этому делает карьеру политика. Когда его жену находят мёртвой, Мота обвиняют в убийстве.

## В ролях
- Кристоф Вальц — Ульрих Мот
- Ванесса Редгрейв — Эльза Брехт
- Кори Хоукинс — Дэниел Фолькер
- Аннет Бенинг — Аманда Брехт
- Лаура де Картерет — Элеанор Прайс
- Саад Суддики — Захари
- Рон Леа — детектив Рейд
- Алекс Кроутер — Мэтью

## Создание и оценки
«Худший брак в Джорджтауне» стал режиссёрским дебютом известного актёра Кристофа Вальца. Сценарий написал Дэвид Обёрн, продюсерами стали Бретт Ратнер и Бред Файнштейн. Работа над проектом началась в 2015 году, премьера состоялась в 2019 году на кинофестивале «Трайбека», но театральный и цифровой релиз состоялся только в мае 2021 года.
На сайте-агрегаторе отзывов Rotten Tomatoes фильм получил рейтинг 58 % со средней оценкой 6.3/10. На сайте Metacritic средняя оценка составила 49 из 100, что указывает на «смешанные или средние отзывы». Джон Дефор из The Hollywood Reporter высоко оценил фильм, охарактеризовав его как «серьёзную и привлекательную картину». Калум Марш из The New York Times с похвалой отозвался об игре Вальца.